# Matthäus Vogel (Jesuit)

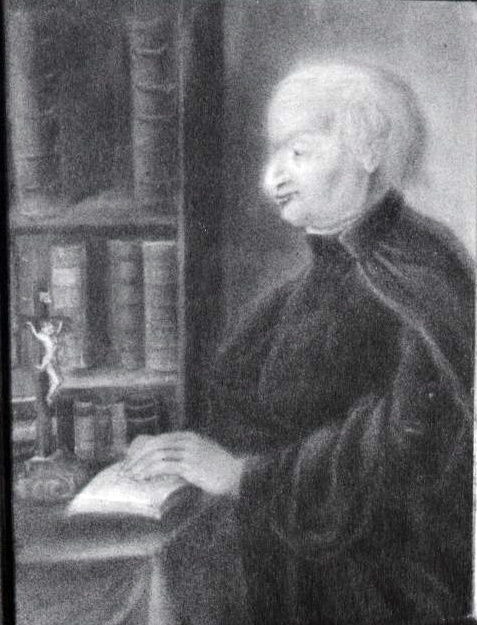
Porträt im Kloster Oggersheim

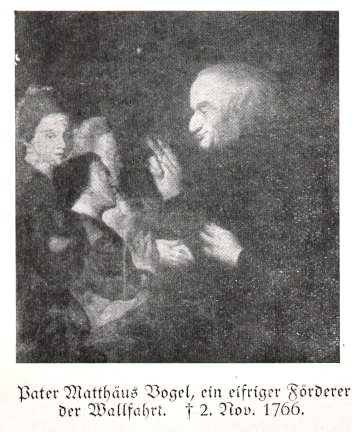
Pater Matthäus Vogel unterrichtet die Gläubigen (Barockgemälde im Kloster Oggersheim)

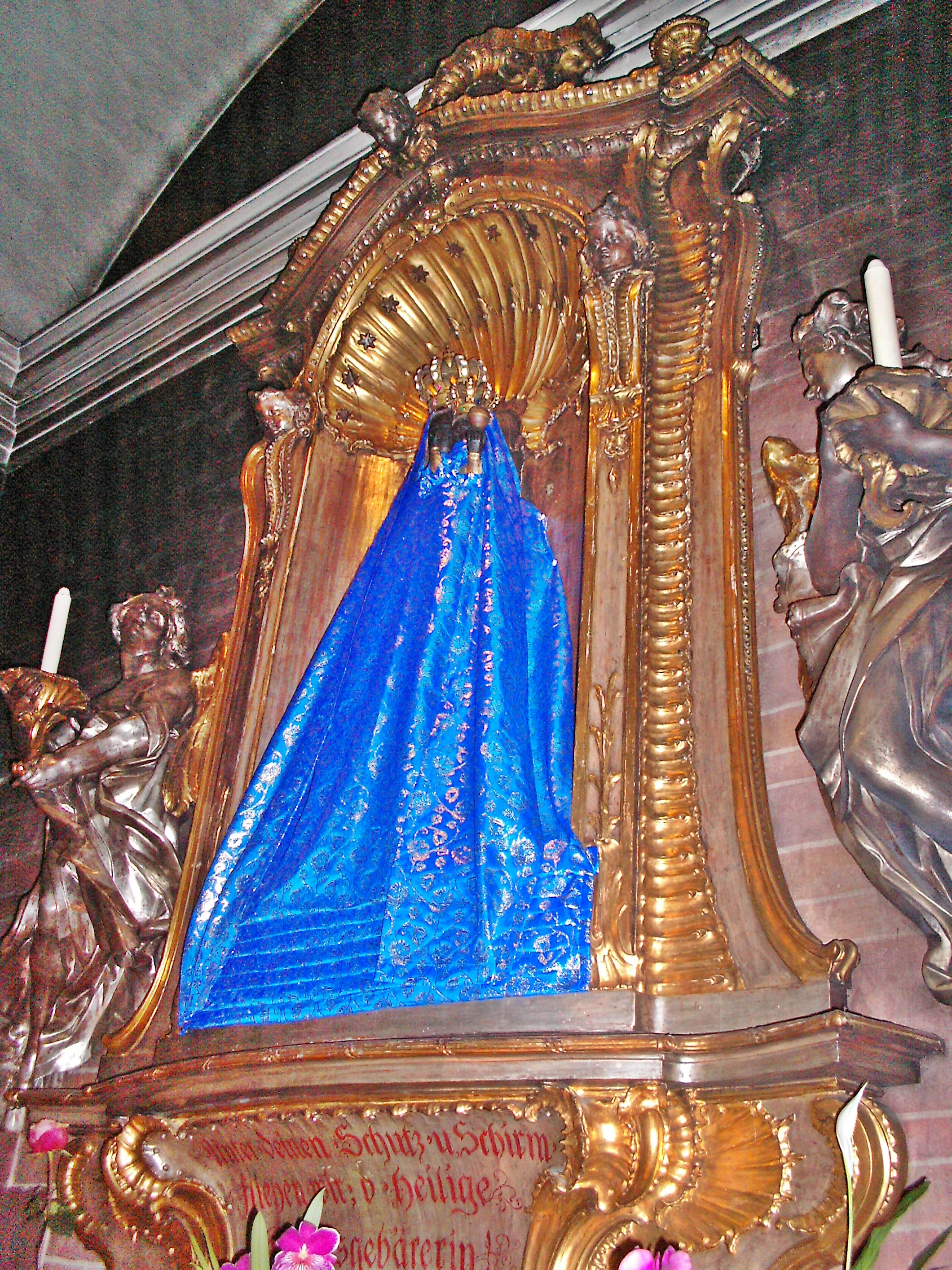
Das Oggersheimer Gnadenbild (Schwarze Madonna mit Kind)

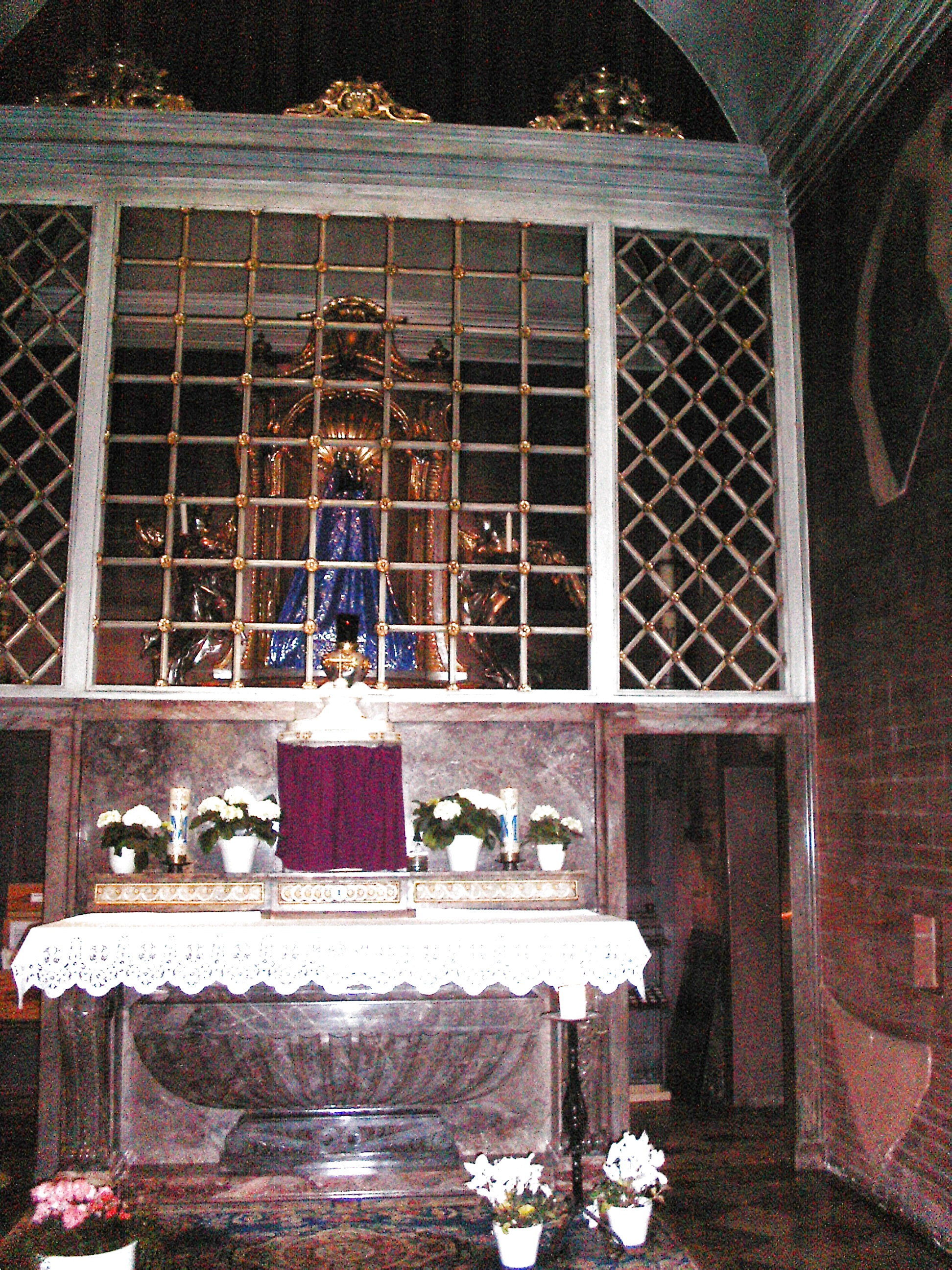
Das Innere der Loretokapelle Oggersheim, im Hintergrund das Gnadenbild

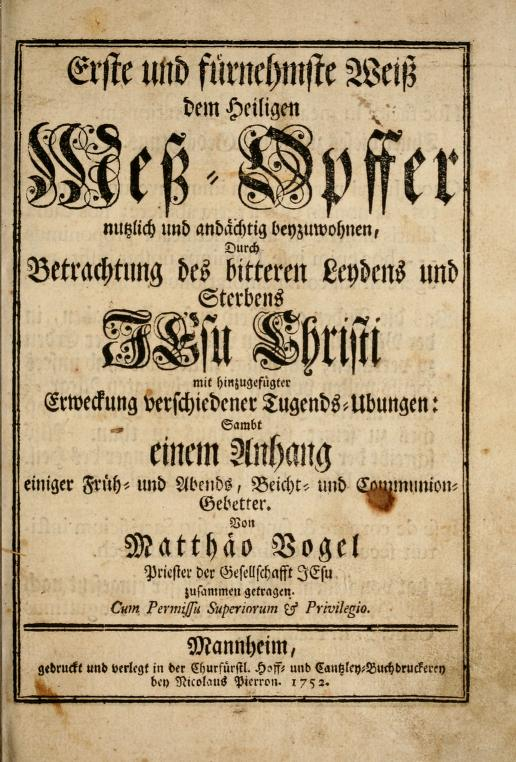
Buchtitelblatt, Mannheim 1752

Matthäus Vogel, auch Mathias Vogel (* 15. November 1695 in Waldershof, Oberpfalz; † 2. November 1766 in Oggersheim) war ein deutscher Jesuitenpater, Volksmissionar und religiöser Schriftsteller.

## Leben
Matthäus Vogel stammte aus Waldershof in der Oberpfalz. 1714 trat er in den Jesuitenorden ein, wirkte als Professor der Humaniora und ab 1728 als Volksmissionar.
1720 wurde der Kurpfälzische Hof von Heidelberg nach Mannheim verlegt und die Jesuiten gründeten dort ein Kolleg beim kurfürstlichen Schloss. Das Kolleg selbst existiert heute nicht mehr, jedoch die zugehörige Jesuitenkirche (erbaut ab 1738).
Pater Vogel kam schon Anfang der 1720er Jahre nach Mannheim, in dessen Umgebung er bis zu seinem Tod wirkte. Die meiste Zeit seines Aufenthaltes lebte er im dortigen Jesuitenkolleg, dessen Superior er auch für drei Jahre war. Er förderte besonders die Wallfahrt zu einer Loretokapelle, die sich nahe der Stadt, jedoch linksrheinisch, in dem Dorf Oggersheim befand. Dort hatte Pfalzgraf Joseph Karl von Pfalz-Sulzbach, Erbprinz von Pfalz-Sulzbach (1694–1729) ab 1720 ein Lustschloss mit Parkanlage erbauen lassen. In diesem Park ließ er 1729 auch eine barocke Loretokapelle errichten. Im italienischen Loreto bestellte er eine Kopie des dortigen Gnadenbildes, einer Schwarzen Madonna. Der Pfalzgraf starb jedoch schon bald darauf und die Schlossanlage verwaiste.
Kurfürst Karl III. Philipp übergab die Oggersheimer Kapelle am 1. März 1733 den Mannheimer Jesuiten zur Betreuung. Im kurfürstlichen Auftrag wurde an Mariä Verkündigung (25. März) das vom Haus Wittelsbach gestiftete Gnadenbild in die Loretokapelle übertragen und die Madonna von Oggersheim zur Patronin der Kurpfalz erklärt. Kurfürst Karl III. Philipp gehörte zu den eifrigsten Förderern der Oggersheimer Wallfahrt, die er oft durch seine persönliche Anwesenheit auszeichnete. Pater Matthäus Vogel nahm sich der Pilgerstätte besonders an und verfasste auch ein Wallfahrtsbüchlein. Aufgrund der fürstlichen Protektion und vieler Gebetserhörungen wurde die Loretokapelle immer bekannter und Ziel von Wallfahrtsprozessionen aus der gesamten Umgebung. Durch großzügige finanzielle Unterstützung des damaligen Schlossherrn, Pfalzgraf Friedrich Michael von Pfalz-Birkenfeld, Schwiegersohn des Erbauers der Oggersheimer Kapelle und Vater des ersten Bayerischen Königs Maximilian I. Joseph, konnten die Jesuiten in Oggersheim eine feste Niederlassung gründen.
Dorthin übersiedelte Pater Matthäus Vogel 1760 mit einem weiteren Priester und einem Ordensbruder, wurde Leiter der Wallfahrt und betätigte sich als engagierter Seelsorger bis zu seinem Tode, 1766. Im Kloster Oggersheim wird bis heute ein zeitgenössisches Gemälde aufbewahrt, das Pater Vogel bei seinen Volkskatechesen zeigt. Er gilt als der geistliche Begründer der bis heute existierenden Oggersheimer Loretowallfahrt. In dem Ludwigshafener Stadtteil ist die Matthäus-Vogel-Straße nach ihm benannt; die Loretokapelle wurde 1775 mit einer prachtvollen Wallfahrtskirche überbaut und in diese integriert.

## Schriftsteller
Während seiner Ordenszeit war Matthäus Vogel schriftstellerisch tätig. Heimatgeschichtlich wertvoll blieb bis heute sein mehrfach aufgelegtes Büchlein über die Loretowallfahrt Oggersheim, von 1741. Bekanntestes Werk  ist seine 1764 erschienene, zweibändige Heiligenlegende Lebensbeschreibungen der Heiligen Gottes auf alle Tage Jahres, welche in zahlreichen, teils überarbeiteten Auflagen, bis ins 20. Jahrhundert hinein immer wieder erschien.

## Werke (Auswahl)
- Jährliche Vorbereitung zu einem heiligen Tod, Köln, 1737;    Komplettscan des Buches
- Catholischer Catechismus Oder: Gründliche Unterweisung In dem Wahren allein-seeligmachenden Catholischen Glauben (Katechismus nach Petrus Canisius in mehreren Bänden), 1739; Komplettscan eines Bandes
- Lauretanische Wallfahrt zu der Oggersheimer Loreto-Capell, Mannheim, 1741; Findhinweis
- Neue, höchst ersprießliche Weiß und Manier der Zehen-Freytägigen Verehrung des Heiligen Francisci Xaverii, Köln 1746, Komplettscan des Buches
- Erste und fürnehmste Weiss dem heiligen Mess-Opffer nutzlich und andächtig beyzuwohnen, Mannheim, 1752 Komplettscan des Buches
- Kurtzer Begriff der nothwendigsten Gebethern eines catholischen Christen, Mannheim, 1755 Findhinweis
- Lebensbeschreibungen der Heiligen Gottes auf alle Tage Jahres, 2 Bände, Mannheim 1764; Erster Band einer Auflage von 1852
- Die Schule der Unschuld, Weisheit und Tugend; Komplettscan einer Auflage von 1828